# Kolonia (Nowy Sącz)
Kolonia – historyczna część miasta Nowy Sącz, położona w centrum miasta, w rejonie ulic Zygmuntowskiej i Kolejowej.